# Rumforskning
Rumforskning er betegnelsen for udforskningen af verdensrummet ved hjælp af balloner, raketter, satellitter og rumsonder. De allerfleste målinger foretages med detektorer, der måler elektromagnetisk stråling. Der foretages observationer i hele det elektromagnetiske spektrum. Der foretages dog også målinger af fx magnetfelter og partikelstråling. Endelig foretages der fysiske undersøgelser af de nærmeste planeter og måner i solsystemet ved landing på overfladen af disse. 
FAI har defineret at grænsen for rummet er 100 km over Jordens overflade. USA anvender også en 50 mile grænse. Iagttagelsen af Jordens overflade fra satellitter medregnes også som rumforskning.